# Fjords de l'Ouest de la Norvège
Les fjords de l'Ouest de la Norvège sont le nom commun donné à deux fjords de Norvège inscrits au patrimoine mondial de l'UNESCO : le Geirangerfjord et le Nærøyfjord.

## Géographie

### Situation
Le bien inscrit au patrimoine mondial se compose de deux aires distantes de 120 km l'une de l'autre, situées dans le sud-ouest de la Norvège, au nord-est de la ville de Bergen, et faisant partie du paysage de fjords de Norvège occidentale s'étend sur plus de 500 km entre Stavanger au sud et Andalsnes au nord, : l'aire du Geirangerfjord et l'aire du Nærøyfjord, pour une superficie totale de 122 712 hectares (111 966 ha terrestres et 10 746 ha maritimes).
Le Geirangerfjord se situe à 60 km à l'intérieur des terres et constitue l'extrémité supérieure du Storfjord. Il s'étend dans le comté de Møre og Romsdal, plus précisément sur les communes de Norddal et de Stranda. Elle couvre ainsi 51 802 ha : 46 151 ha terrestres et 5 651 ha maritimes.
Le Nærøyfjord se situe à 100 km à l'intérieur des terres et constitue l'extrémité supérieure du Sognefjord. Il s'étend dans les comtés de Sogn og Fjordane (sur les communes de Aurland, Vik et Lærdal) et de Hordaland (sur la commune de Voss). Elle couvre ainsi 70 910 ha : 65 815 ha terrestres et 5 095 ha maritimes. Elle est traversée par la route européenne 16.

### Climat
Les deux aires, bien que relativement éloignées, disposent d'un climat très similaire : il s'agit d'un climat de transition entre le climat océanique et le climat continental,. Le climat peut être très différent entre deux points différents, la région étant propice aux micro-climats,. La neige persiste d'octobre à fin mai sur les montagnes et de fin novembre à mars dans les vallées. En hiver, les sources des fjords sont gelées une à trois semaines.

## Démographie
L'aire du Geirangerfjord abritait en 2003 230 habitants, celle du Nærøyfjord abritait en 2001 243 habitants. 